# Xanthium
Xanthium  L. 1753 è un genere di piante spermatofite dicotiledoni appartenenti alla famiglia delle Asteraceae, dall'aspetto di piccole erbacee annuali dalle tipiche infiorescenze spinose. È comunemente nota come nappola.

## Etimologia
Il nome generico (Xanthium) deriva dal greco xanthòs e significa "giallo" in riferimento al fatto che anticamente queste piante erano usate per tingere di giallo le stoffe.

Il nome scientifico attualmente accettato (Xanthium) è stato proposto da Carl von Linné (1707 – 1778) biologo e scrittore svedese, considerato il padre della moderna classificazione scientifica degli organismi viventi, nella pubblicazione Species Plantarum del 1753. Prima di Linneo questo nome fu usato da Dioscoride (40 – 90) medico, botanico e farmacista greco antico che esercitò a Roma ai tempi dell'imperatore Nerone.

## Descrizione

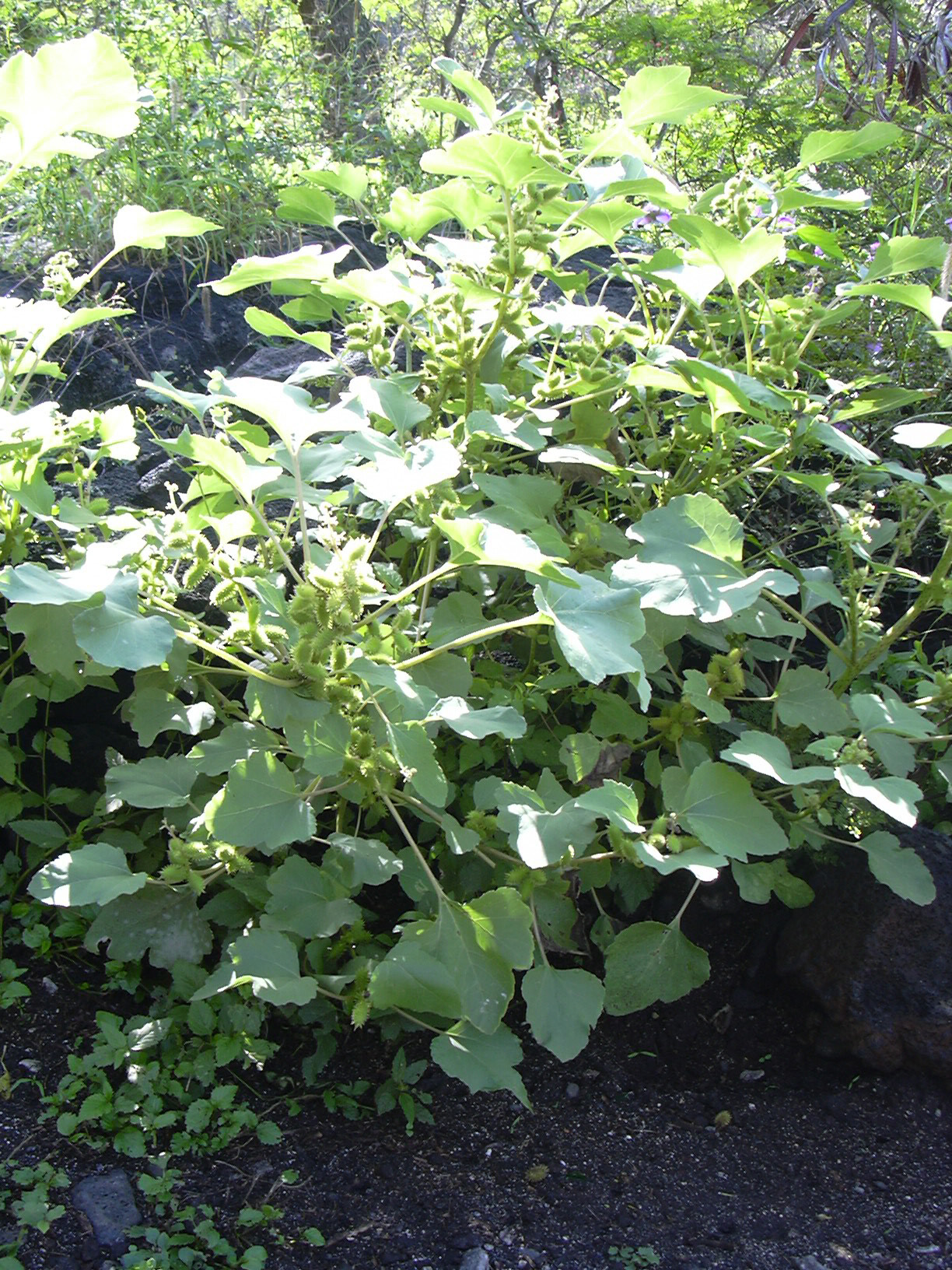
Il portamento
Xanthium italicum

I dati morfologici si riferiscono soprattutto alle specie europee e in particolare a quelle spontanee italiane.

L'altezza di queste piante in media supera di poco il metro. La forma biologica prevalente è terofita scaposa (T scap); ossia sono piante erbacee che differiscono dalle altre forme biologiche poiché, essendo annuali, superano la stagione avversa sotto forma di seme; sono inoltre munite di asse fiorale eretto, spesso con poche foglie. Le specie di questo genere sono monoiche: i fiori maschili e femminili sono separati ma presenti sulla stessa pianta.

### Radici
Le radici sono secondarie da fittone.

### Fusto
- Parte ipogea: la parte sotterranea in genere è fittonante.
- Parte epigea: la parte aerea del fusto è eretta o prostrato-ascendente e nella maggioranza dei casi pubescente. La ramosità è soprattutto alla base (la ramosità forma facilmente un cespuglio emisferico). In alcune specie ai nodi del fusto sono presenti delle spine (Xanthium spinosum).

### Foglie

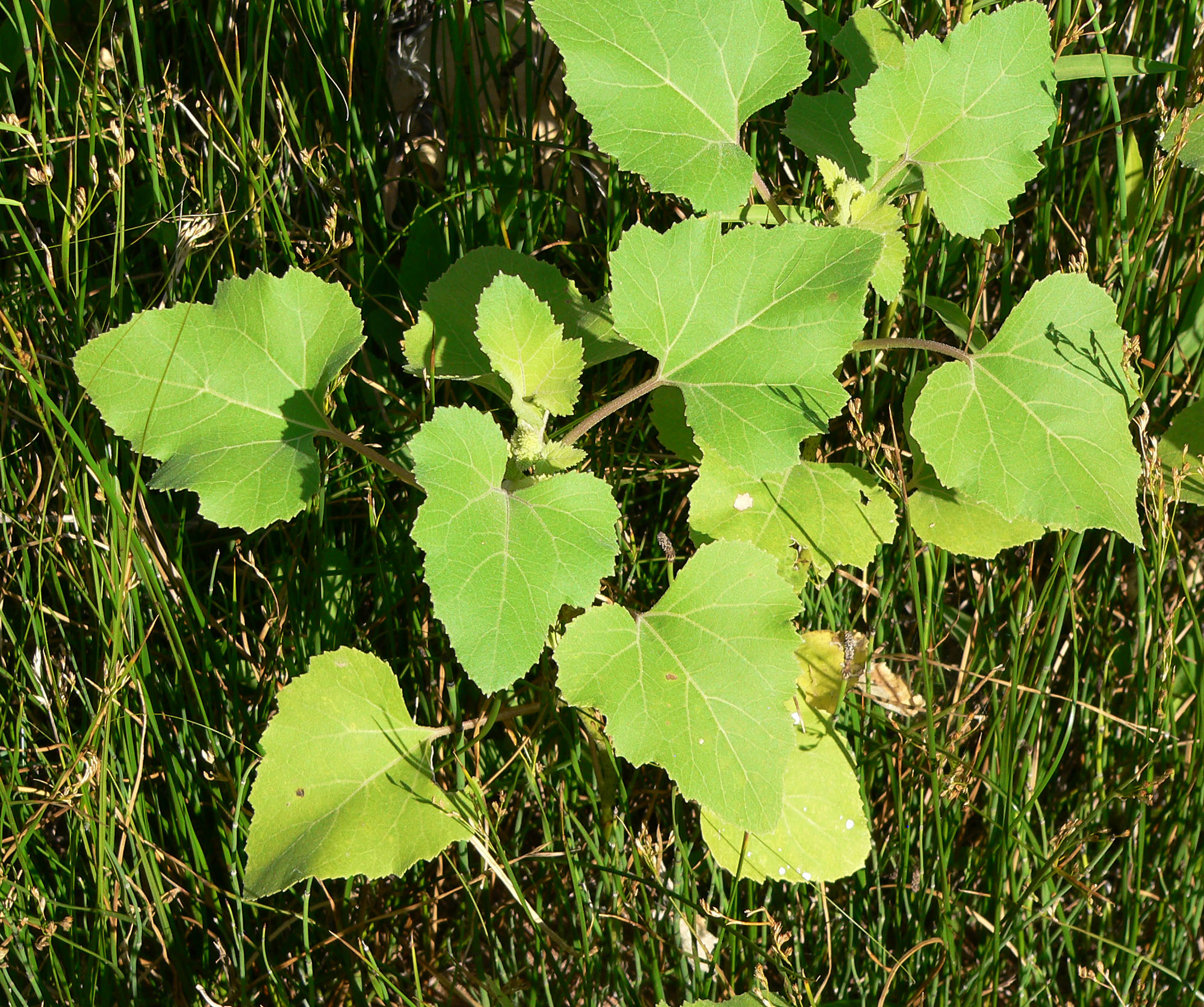
Le foglie
Xanthium strumarium

Le foglie sono picciolate, con lamina a forma lanceolata, ovale o triangolare (spesso 3-5-lobata) oppure intera lineare specialmente nella parte superiore della pianta. I bordi sono dentati/crenati. La disposizione delle foglie lungo il caule è alterna. Alla base delle foglie in alcune specie sono presenti delle spine gialle triforcate. La superficie è grigio-tomentosa nella parte inferiore.

### Infiorescenza

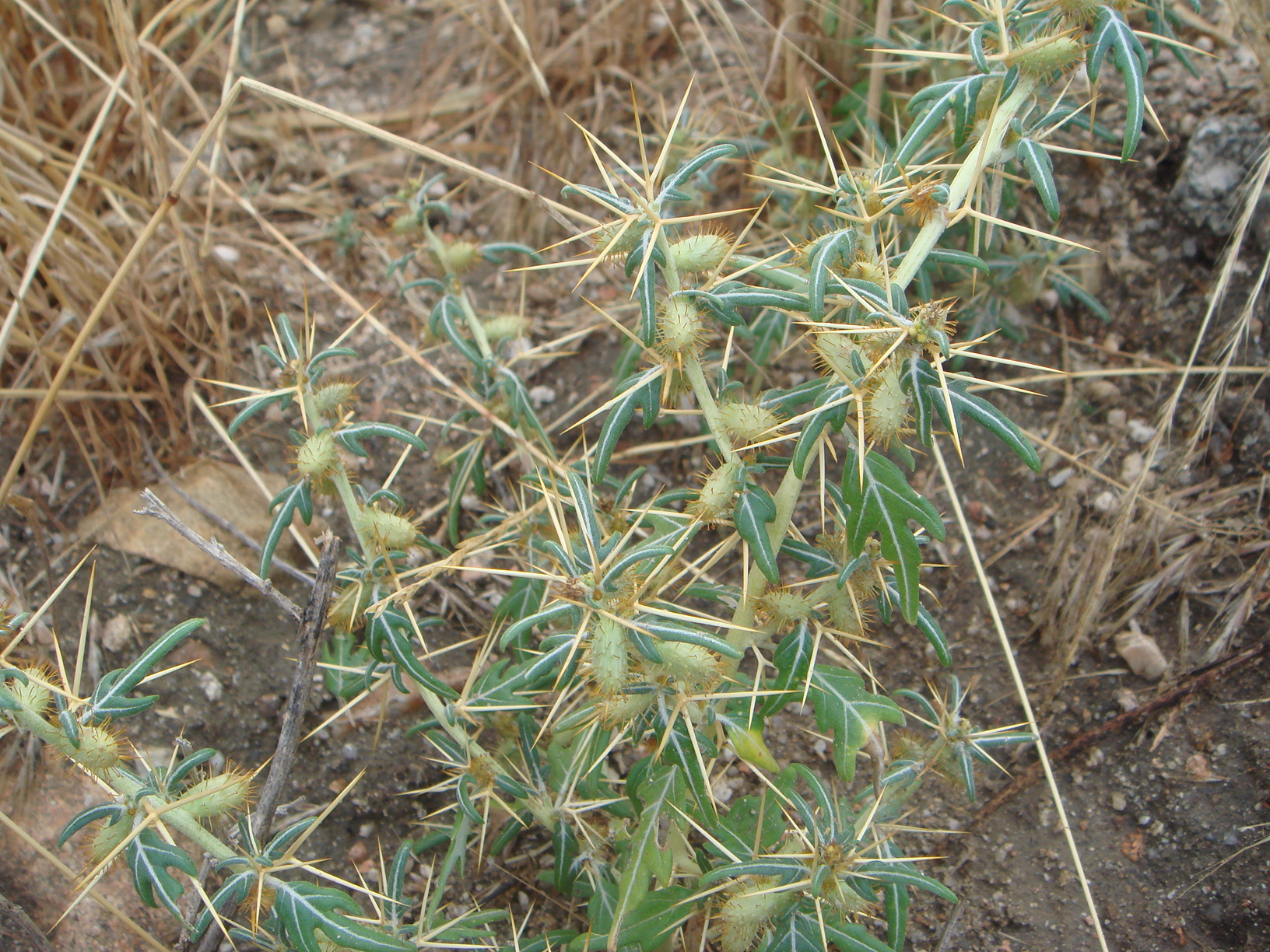
Infiorescenza
Xanthium spinosum

Le infiorescenze sono composte da capolini agglomerati unisessuali, ossia capolini maschili e capolini femminili separati e diversificati morfologicamente. La struttura dei capolini è quella tipica delle Asteraceae: un peduncolo sorregge un involucro composto da più brattee disposte in più serie e che fanno da protezione al ricettacolo sul quali s'inseriscono alcuni fiori verdastri.
- Capolini maschili: questi capolini sono posizioni nelle parti superiori della pianta è sono più numerosi rispetto a quelli femminili; l'involucro ha la forma di un disco ricoperto da 6 – 16 squame disposte su 1 – 2 serie; il ricettacolo conico contiene 20 – 50 fiori maschili. Diametro dell'involucro: 3 – 5 mm.
- Capolini femminili: i capolini femminili sono posizionati nelle parti inferiori ed esterne della pianta all'ascella delle foglie e sono raggruppati in numero di 2 - 3; l'involucro è avvolto da 30 – 75 brattee spinate con uncino terminale e disposte su 6 – 12 serie; il ricettacolo ha delle pagliette sulle quali s'inseriscono generalmente due fiori femminili senza corolla.[4]. Diametro dell'involucro: 2 – 5 mm (con i fiori 6 – 20 mm).

### Fiori

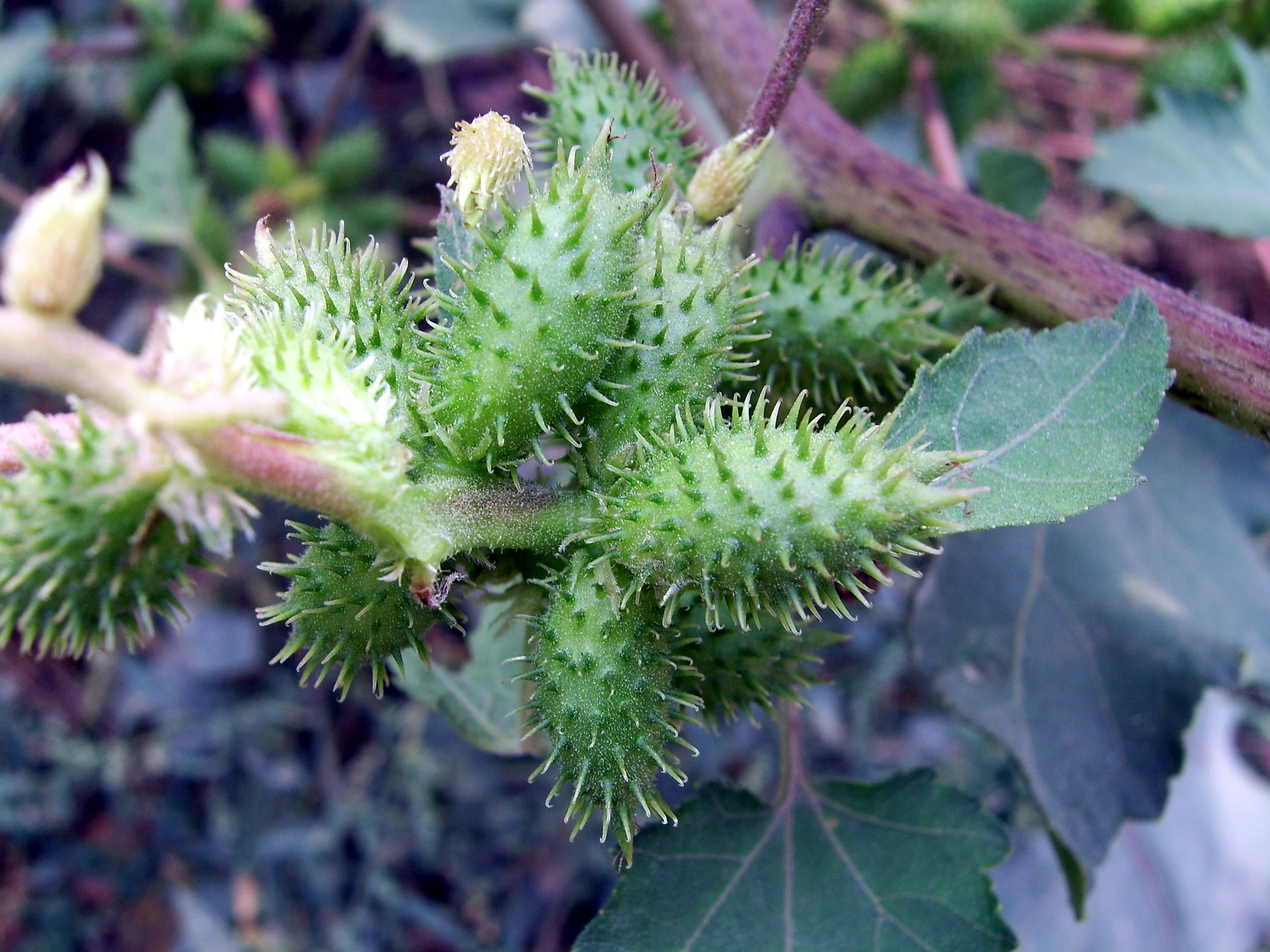
I capolini
Xanthium sibiricum

I fiori sono simpetali e attinomorfi; sono inoltre tetra-ciclici (formati cioè da 4 verticilli: calice – corolla – androceo – gineceo) e pentameri (calice e corolla formati da 5 elementi).
- Formula fiorale: per questa pianta viene indicata la seguente formula fiorale:

* K 0/5, C (5), A (5), G (2), infero, achenio
- Calice: i sepali sono ridotti ad una coroncina di squame nei fiori maschili; in quelli femminili il calice è completamente aderente all'ovario.
- Corolla: i fiori maschili hanno delle corolle tubulari a 5 denti o lobi (quelli femminili sono privi di corolla).
- Androceo: gli stami sono 5 con dei filamenti saldati alla corolla, mentre le antere sono libere[2].
- Gineceo: lo stilo è unico con uno stimma bifido; l'ovario è infero e uniloculare formato da due carpelli concresciuti e contenente un solo ovulo.

### Frutti
Il frutto è ricoperto e avvolto dall'involucro indurito e uncinato (sono le brattee dell'involucro del capolino femminile) e contiene due soli semi; alla sua sommità sono presenti due rostri appuntiti e diritti o ricurvi in vari modi (questo carattere può essere utile per distinguere le varie specie). Alla base delle spine sono presenti dei peli semplici e ghiandolari. La forma in genere è ovoide.

## Biologia
- Impollinazione: l'impollinazione avviene tramite insetti (impollinazione entomogama) ma anche tramite il vento (impollinazione anemogama).
- Riproduzione: la fecondazione avviene fondamentalmente tramite l'impollinazione dei fiori (vedi sopra).
- Dispersione: i frutti sono spinosi e uncinati per attaccarsi al pelo degli animali e lasciarsi così trasportare lontano (disseminazione zoocora).

## Distribuzione e habitat
Le piante di questo genere interessano le zone calde e temperate di entrambi gli emisferi. In Italia alcune specie sono abbastanza comuni e generalmente preferiscono gli habitat presso gli incolti o le aree abbandonate e ruderali.

Di questo genere tutte le specie spontanee della flora italiana vivono sull'arco alpino. La tabella seguente mette in evidenza alcuni dati relativi all'habitat, al substrato e alla distribuzione delle specie alpine.
| Specie | Comunità vegetali | Piani vegetazionali | Substrato | pH     | Livello trofico | H2O   | Ambiente | Zona alpina                   |
| --- | ----------------- | ------------------- | --------- | ------ | --------------- | ----- | -------- | ----------------------------- |
| X. italicum | 2                 | collinare           | Ca-Si     | neutro | alto            | medio | B1 B2 B5 | CN TO CO BG SO BS TN BZ UD    |
| X. orientale | 2                 | collinare           | Ca-Si     | neutro | alto            | medio | B2 B5    | CN? TO? UD?                   |
| X. spinosum | 2                 | collinare           | Ca-Si     | neutro | alto            | arido | B2 B5    | BS TN BZ                      |
| X. strumarium | 2                 | collinare           | Ca-Si     | neutro | alto            | medio | B2 B5    | AO VC NO BG SO BS TN BZ BL UD |
| Legenda e note alla tabella. Substrato con “Ca/Si” si intendono rocce di carattere intermedio (calcari silicei e simili); vengono prese in considerazione solo le zone alpine del territorio italiano (sono indicate le sigle delle province). Comunità vegetali: 2 = comunità terofiche pioniere nitrofile Ambienti: B1 = campi, colture e incolti; B2 = ambienti ruderali, scarpate; B5 = rive, vicinanze corsi d'acqua |                   |                     |           |        |                 |       |          |                               |

## Tassonomia
La famiglia di appartenenza del genere (Asteraceae o Compositae, nomen conservandum) è la più numerosa del mondo vegetale, comprende oltre 23000 specie distribuite su 1535 generi (22750 specie e 1530 generi secondo altre fonti). Il genere Xanthium è composto da poche specie, meno di una decina a seconda dei vari Autori.

A seguito degli studi filogenetici di questi ultimi anni condotti sulla famiglia delle Asteraceae, la stessa è stata suddivisa in 12 sottofamiglie e complessivamente 43 tribù. Il genere Xanthium è stato inserito nella sottotribù delle Ambrosiinae, tribù delle Heliantheae e sottofamiglia delle Asteroideae. Tradizionalmente questo genere veniva assegnato alla tribù delle Ambrosieae (famiglia Compositae) e prima ancora a causa di particolari caratteri morfologici, insieme al genere Ambrosia, alla famiglia (ora non più in uso) delle “Ambrosiaceae”.

### Elenco selezionato delle specie
Qui di seguito sono elencate alcune specie europee del genere. Il riconoscimento delle varie specie tra i vari botanici è controverso per cui accanto ai nominativi sono indicate le varie checklist prese in considerazione:
- [RBGE]: specie riconosciute come valide dalla Checklist dei Royal Botanic Garden Edinburgh[11];
- [GRIN]: nominativi considerati validi dal ” USDA – United States Department of Agriculture – Agricultural Research Service”[12]
- [PIGN]: nominativi contenuti nella pubblicazione “Flora d'Italia” di Sandro Pignatti[13];
- [CIVF]: nominativi contenuti nella recente pubblicazione sulla flora spontanea italiana: “An annotated checklist of the Italian Vascular Flora”[14].
  - Xanthium italicum Moretti [PIGN] (sinonimo di X. orientale subsp. italicum secondo [CIVF])
  - Xanthium orientale L. [CIVF] (sinonimo di X. strumarium subsp. strumarium x X. Strumarium subsp. italicum secondo [RBGE])
    - subsp. italicum (Moretti) Greuter [CIVF] (sinonimo di X. Strumarium subsp. italicum secondo [RBGE])

  - Xanthium sibiricum Patrin [GRIN]
  - Xanthium spinosum L. (1753) [RBGE] [GRIN]
  - Xanthium strumarium L. (1753) [RBGE] [GRIN]
    - subsp. italicum (Moretti) D.Löve (1976)  [RBGE]
    - var. canadense (Mill.) Torr. & A. Gray [GRIN]
    - var. glabratum (DC.) Cronquist [GRIN]

### Ibridi
In questo genere in Europa è stato riconosciuto il seguente ibrido:
- Xanthium strumarium subsp. strumarium x Xanthium strumarium subsp. italicum [RBGE]

### Sinonimi e nominativi obsoleti
- Xanthium albinum  (Widder) H. Scholz: sinonimo di X. strumarium subsp. strumarium x subsp. italicum
- Xanthium albinum  (Widder) H. Scholz subsp. riparium (Celak.) Widder & Wagenitz: sinonimo di X. strumarium subsp. strumarium x subsp. italicum
- Xanthium brasilicum  Vell.: sinonimo di X. strumarium subsp. strumarium x subsp. italicum
- Xanthium echinatum  Murray: sinonimo di X. strumarium subsp.  italicum
- Xanthium californicum  Greene: sinonimo di X. strumarium subsp.  italicum
- Xanthium intermedium  Cuatrec.: sinonimo di X. strumarium subsp.  italicum
- Xanthium italicum Moretti: sinonimo di X. strumarium subsp.  italicum
- Xanthium macrocarpum  DC.: sinonimo di X. strumarium subsp. strumarium x subsp. italicum
- Xanthium occidentale  Bertol.: sinonimo di X. strumarium subsp.  italicum
- Xanthium orientale  L.: sinonimo di X. strumarium subsp. strumarium x subsp. italicum
- Xanthium riparium Itzigs. & Hertsch: sinonimo di X. strumarium subsp. strumarium x subsp. italicum
- Xanthium saccharatum  Wallr.: sinonimo di X. strumarium subsp. strumarium x subsp. italicum
- Xanthium sibiricum Patrin ex Widder : sinonimo di X. strumarium subsp. strumarium
- Xanthium strumarium  L. subsp. cavanillesii (Schouw ex Didr.) D.Löve & Dans.: sinonimo di X. strumarium subsp.  italicum

#### Specie spontanee italiane
Per meglio comprendere ed individuare le varie specie del genere (solamente per le specie spontanee della flora italiana) l'elenco che segue utilizza in parte il sistema delle chiavi analitiche (vengono cioè indicate solamente quelle caratteristiche utili a distingue una specie dall'altra).
- Gruppo 1A: i fusti sono privi di spine;

- Gruppo 2A: le spine all'apice dei frutti sono dritte;

- Xanthium strumarium L. - Nappola minore: l'altezza varia da 2 a 12 dm; il ciclo biologico è annuo; la forma biologica è terofita scaposa (T scap); il tipo corologico è Cosmopolita; l'habitat tipico sono le zone a ruderi e macerie, e gli incolti aridi; la distribuzione sul territorio italiano completa fino ad una altitudine fino a 800 m s.l.m..

- Gruppo 2B: le spine all'apice dei frutti sono curve ad uncino;

- Gruppo 3A: il frutto è tre volte più lungo che largo; le spine all'apice dei frutti sono a forma di uncino e descrivono un anello quasi completo;

- Xanthium orientale L. - Nappola orientale: l'altezza varia da 3 a 10 dm; il ciclo biologico è annuo; la forma biologica è terofita scaposa (T scap); il tipo corologico è Nord americano; l'habitat tipico sono le zone a ruderi e le sponde dei corsi d'acqua; sul territorio italiano si trova raramente nel Veneto fino ad una altitudine fino a 300 m s.l.m..

- Gruppo 3B: il frutto è lungo il doppio della larghezza; le spine all'apice dei frutti hanno la forma di un breve uncino;

- Xanthium italicum Moretti (ora denominato Xanthium orientale L. subsp. italicum (Moretti) Greuter) - Nappola italiana: l'altezza varia da 3 a 12 dm; il ciclo biologico è annuo; la forma biologica è terofita scaposa (T scap); il tipo corologico è Sud europeo; l'habitat tipico sono le zone a ruderi e gli incolti su sabbie; sul territorio italiano è comune ovunque fino ad una altitudine fino a 600 m s.l.m..

- Gruppo 1B: fusti con spine triforcate alla base delle foglie;

- Xanthium spinosum L. - Nappola spinosa: l'altezza varia da 2 a 8 dm; il ciclo biologico è annuo; la forma biologica è terofita scaposa (T scap); il tipo corologico è Sud americano; l'habitat tipico sono le zone a ruderi e gli incolti aridi; sul territorio italiano è comune ovunque fino ad una altitudine fino a 1000 m s.l.m..

### Generi simili
Un genere che si avvicina (da un punto di vista morfologico) al genere Xanthium è il genere Arctium. Quest'ultimo si distingue per la tipologia diversa del capolino che è bisessuale (questo genere non è monoico) e inoltre le varie specie sono bienni (non annuali).

## Usi
Anticamente queste piante (Xanthium spinosum, Xanthium strumarium, e altre) erano usate per alcune loro presunte proprietà medicamentose (emostatiche, sedative, antireumatiche). Mentre in cucina non vengono usate in quanto sono tossiche (anche gli animali da pascolo le evitano). Le tossine sono contenute anche nel seme.

## Tossicità e usi
La nappola comune (Xanthium strumarium) è originaria del Nord America. È diventata una specie invasiva in tutto il mondo. Invade le terre agricole e può essere velenoso per il bestiame, compresi cavalli, bovini e pecore. Alcuni animali domestici evitano di consumare la pianta se è presente un altro foraggio, ma animali meno discriminanti, come i maiali, consumano le piante e tendono ad ammalarsi e morire. I sintomi di solito si manifestano entro poche ore, producendo instabilità e debolezza, depressione, nausea e vomito, torsione dei muscoli del collo, polso rapido e debole, difficoltà respiratoria e infine morte.
La pianta è stata anche utilizzata per la produzione di colorante giallo. Le molte specie di questa pianta, che possono essere trovate in molte aree, possono in realtà essere varietà di due o tre specie.
Lo Xanthium strumarium è noto come cang er zi (苍耳 子) nella medicina tradizionale cinese. È anche usato per trattare la congestione nasale e sinusale.

## Altre notizie
Le specie di questo genere appartengono alla categoria dei vegetali “brevidiurni” con fioriture precoci in presenza di giornate corte (e notti lunghe).